# المناهل
المناهل مسلسل تلفزيوني أردني، تعليمي وتربوي مخصص للأطفال، أُنتج سنة 1987 في الأردن، تميّز في الإخراج والموضوع، حيث اشتمل على فقرات تعليمية في مختلف الموضوعات، عرضت بأسلوب مشوق بحيث ترسخ في ذهن الطفل عبر التمثيل المشوق ويزخر المسلسل بومضات كوميدية ساخرة، وأخرى تركّز على التهجئة وإتقان القراءة. تعتبر المناهل النسخة العربية للمسلسل التلفزيوني الأمريكي ذا إلكتريك كومباني، صوّر المسلسل في استوديوهات الأردن «الشركة الأردنية للإنتاج التلفزيوني والإذاعي والسينمائي».

## شخصيات المسلسل
ومن أمثلة فقرات البرنامج:
- مغامرات أبي الحروف: هو منقذ الحروف التي يعبث بها خربوط يخرج أبو الحروف الحروف من بطنه لكي يصحح الكلمات ويعيدها لأصلها.و هي شخصية مقتبسة عن شخصية The Adventures of Letterman في مسلسل الشركة الإلكترونية ويحمل نفس المعنى تقريبا.
- خربوط: هو مفسد الكلمات وهو خصم أبو الحروف اللدود فهو لا يمل ولا يكل من تغيير الكلمات.
- الفريق السري :
- زيد وعمرو: صديقان تقع بينهما مواقف كوميدية.
- مطبخ فرحان: يصف فرحان أطباق المؤكلات وأنواعها.
- المفتش فصيح: وهو خبير في اللغة يبين الفصاحة في لغة الضاد.يحل المشاكل التي تحدث.
- سلوى والفنون
- القارئة سريعة
- المكتشف العبقري
- قصص للذكرى
- كتاب قصيرا جدا

## فريق العمل
تمثيل
- أمل دباس
- ريم سعادة
- قمر الصفدي
- حسين أبو حمد
- سمر دودين
- هلا خوري
- ربيع شهاب (زيد)
- عبير عيسى
- هشام يانس
- ماهر خماش
- شفيقة الطل
- غسان المشيني (عمر)
- لينا التل
- حسن إبراهيم
- محمد حيدر
- يوسف يوسف
- احمد قوادري
- تيسير عطية
- هاني احمد
- نصر عناني
- هلا خوري
- رفعت النجار
- أحمد مشتهى
- حسن أبو شعيرة
- مازن عجاوي
- فاطمة محمود
- رولا الفرا

## إخراج
- نبيل الشوملي (إخراج1)
- حسن أبو شعيرة (إخراج2)
- زيد فريز (إخراج3)
- مازن عجاوي (مخرج مساعد1)
- ناصر عمر (مخرج مساعد2)
- مازن الكايد (مخرج مساعد3)
- بسام سعد (إخراج التصوير الخارجي1)
- نجدة انزور (إخراج التصوير الخارجي2)

## تصوير
- المركز العربي للخدمات السمعية والبصرية (تصوير خارجي)
- فوزي شاهين (التصوير الإلكتروني1)
- شريف عصفور (التصوير الإلكتروني2)
- فايز العكش (التصوير الإلكتروني3)
- عطاالله الشايب (التصوير الإلكتروني4)

ملابس:
- سهام استيتية (ملابس)

## موسيقى
- محمد امين عمر (موسيقى واغاني1)
- وائل أبو نوار (موسيقى واغاني2)
- حسين نازك (مشرف الموسيقى والمؤثرات)
- فواز أبو اللمع (مدير الموسيقى والألحان)

الصوت:
- جان دونريان (مشرف صوت1)
- زكريا يغمور (مهندس صوت)
- أحمد الرواد (مشرف صوت2)
- محمد مشتهي (مشرف صوت3)
- محمد عمران زيتون (مؤثرات صوتيه)

## مونتاج
- عبد الكريم ذياب (مونتاج ومكساج)
- منى ديرانية (منتجه الحلقات)
- لويس فورتشن (منتجه منفذة)
- مادلين اندرسون (منتجه)
- زيد فريد (المنتج المسؤول2)
- لوتريل هورن (المنتج المسؤول1)

الماكياج:
- مروان خير (اكسسوار)
- ساحرة جرار (تصفيف شعر)
- محسن نمران (مكياج)

## الإنتاج
- نعيم الموج (مديرإنتاج1)
- عبد اللطيف شما (مديرإنتاج2)
- محمد خليل (متابعه إنتاج1)
- محمود أبو حوشة (متابعه إنتاج2)

## ورشة الكتابة
- كبير الكتاب هشام يانس
- المشرف الأكاديمي د. محمد حسن إبراهيم.
- الأشراف اللغوي د. فخري طملية، د. يحي جبر.

## شارة المسلسل
أغنية البداية:
"هذه لغتيِ فوق الشفةِ كالاغنيةِ..المناهل..
هيا إلى المناهل..هيا إلى الحياة..
هيا إلى المناهل..هيا إلى الحياة.."

## روابط خارجية
- المناهل على موقع قاعدة بيانات الأفلام العربية